# مدار ۱۶ درجه جنوبی
مدار ۱۶ درجه جنوبی، دایره‌ای از عرض جغرافیایی است که در ۱۶ درجهٔ جنوبی خط استوا قرار دارد.

## گذر از مناطق
از نصف‌النهار مبدأ شروع می‌شود و به سمت مشرق ۱۶ درجه جنوبی از موارد زیر گذر می‌کند:
| مختصات‌ها                                             | کشور، قلمرو یا دریا        | توضیحات |
| ---------------------------------------------------- | -------------------------- | --- |
| ۱۶°۰′ جنوبی ۰°۰′ شرقی / ۱۶٫۰۰۰°جنوبی ۰٫۰۰۰°شرقی      | اقیانوس اطلس               | |
| ۱۶°۰′ جنوبی ۱۱°۴۸′ شرقی / ۱۶٫۰۰۰°جنوبی ۱۱٫۸۰۰°شرقی   | آنگولا                     | |
| ۱۶°۰′ جنوبی ۲۲°۰′ شرقی / ۱۶٫۰۰۰°جنوبی ۲۲٫۰۰۰°شرقی    | زامبیا                     | |
| ۱۶°۰′ جنوبی ۲۸°۵۳′ شرقی / ۱۶٫۰۰۰°جنوبی ۲۸٫۸۸۳°شرقی   | زیمبابوه                   | |
| ۱۶°۰′ جنوبی ۳۰°۲۵′ شرقی / ۱۶٫۰۰۰°جنوبی ۳۰٫۴۱۷°شرقی   | موزامبیک / زیمبابوه border | |
| ۱۶°۰′ جنوبی ۳۰°۵۵′ شرقی / ۱۶٫۰۰۰°جنوبی ۳۰٫۹۱۷°شرقی   | موزامبیک                   | For about 20km |
| ۱۶°۰′ جنوبی ۳۱°۶′ شرقی / ۱۶٫۰۰۰°جنوبی ۳۱٫۱۰۰°شرقی    | زیمبابوه                   | For about 9km |
| ۱۶°۰′ جنوبی ۳۱°۱۱′ شرقی / ۱۶٫۰۰۰°جنوبی ۳۱٫۱۸۳°شرقی   | موزامبیک                   | |
| ۱۶°۰′ جنوبی ۳۴°۲۲′ شرقی / ۱۶٫۰۰۰°جنوبی ۳۴٫۳۶۷°شرقی   | مالاوی                     | |
| ۱۶°۰′ جنوبی ۳۵°۴۹′ شرقی / ۱۶٫۰۰۰°جنوبی ۳۵٫۸۱۷°شرقی   | موزامبیک                   | |
| ۱۶°۰′ جنوبی ۴۰°۷′ شرقی / ۱۶٫۰۰۰°جنوبی ۴۰٫۱۱۷°شرقی    | اقیانوس هند                | کانال موزامبیک |
| ۱۶°۰′ جنوبی ۴۵°۹′ شرقی / ۱۶٫۰۰۰°جنوبی ۴۵٫۱۵۰°شرقی    | ماداگاسکار                 | |
| ۱۶°۰′ جنوبی ۴۹°۴۱′ شرقی / ۱۶٫۰۰۰°جنوبی ۴۹٫۶۸۳°شرقی   | اقیانوس هند                | Passing just south of جزیره ترومیلن, سرزمین‌های جنوبی و جنوبگانی فرانسه · Passing just north of Albatross Island , موریس |
| ۱۶°۰′ جنوبی ۱۲۴°۲۹′ شرقی / ۱۶٫۰۰۰°جنوبی ۱۲۴٫۴۸۳°شرقی | استرالیا                   | استرالیای غربی قلمرو شمالی (استرالیا) |
| ۱۶°۰′ جنوبی ۱۳۷°۱۲′ شرقی / ۱۶٫۰۰۰°جنوبی ۱۳۷٫۲۰۰°شرقی | خلیج کارپنتاریا            | |
| ۱۶°۰′ جنوبی ۱۴۱°۲۴′ شرقی / ۱۶٫۰۰۰°جنوبی ۱۴۱٫۴۰۰°شرقی | استرالیا                   | کوئینزلند |
| ۱۶°۰′ جنوبی ۱۴۵°۲۶′ شرقی / ۱۶٫۰۰۰°جنوبی ۱۴۵٫۴۳۳°شرقی | دریای کورال                | Passing through the دریای کورال, استرالیا |
| ۱۶°۰′ جنوبی ۱۶۷°۱۱′ شرقی / ۱۶٫۰۰۰°جنوبی ۱۶۷٫۱۸۳°شرقی | وانواتو                    | Island of مالاکولا |
| ۱۶°۰′ جنوبی ۱۶۷°۲۳′ شرقی / ۱۶٫۰۰۰°جنوبی ۱۶۷٫۳۸۳°شرقی | اقیانوس آرام               | دریای کورال |
| ۱۶°۰′ جنوبی ۱۶۸°۱۴′ شرقی / ۱۶٫۰۰۰°جنوبی ۱۶۸٫۲۳۳°شرقی | وانواتو                    | Pentecost Island |
| ۱۶°۰′ جنوبی ۱۶۷°۲۳′ شرقی / ۱۶٫۰۰۰°جنوبی ۱۶۷٫۳۸۳°شرقی | اقیانوس آرام               | Passing just north of وانوا لوو island, فیجی · Passing just north of Qelelevu island, فیجی · Passing just south of Niuatoputapu island, تونگا · Passing just south of Motu One atoll, پلی‌نزی فرانسه · Passing just north of Tupai atoll, پلی‌نزی فرانسه · Passing just south of Makatea atoll, پلی‌نزی فرانسه · Passing just south of Kaukura atoll, پلی‌نزی فرانسه · Passing just north of Niau atoll, پلی‌نزی فرانسه |
| ۱۶°۰′ جنوبی ۱۴۵°۵۸′ غربی / ۱۶٫۰۰۰°جنوبی ۱۴۵٫۹۶۷°غربی | پلی‌نزی فرانسه              | Passing through Toau atoll |
| ۱۶°۰′ جنوبی ۱۴۵°۵۳′ غربی / ۱۶٫۰۰۰°جنوبی ۱۴۵٫۸۸۳°غربی | اقیانوس آرام               | Passing just north of Fakarava atoll, پلی‌نزی فرانسه · Passing just south of Kauehi atoll, پلی‌نزی فرانسه · Passing just north of Raraka atoll, پلی‌نزی فرانسه |
| ۱۶°۰′ جنوبی ۱۴۲°۲۶′ غربی / ۱۶٫۰۰۰°جنوبی ۱۴۲٫۴۳۳°غربی | پلی‌نزی فرانسه              | Passing through Raroia atoll |
| ۱۶°۰′ جنوبی ۱۴۲°۱۹′ غربی / ۱۶٫۰۰۰°جنوبی ۱۴۲٫۳۱۷°غربی | اقیانوس آرام               | Passing just south of Takume atoll, پلی‌نزی فرانسه · Passing just south of Fangatau atoll, پلی‌نزی فرانسه |
| ۱۶°۰′ جنوبی ۱۴۰°۱۰′ غربی / ۱۶٫۰۰۰°جنوبی ۱۴۰٫۱۶۷°غربی | پلی‌نزی فرانسه              | Passing through Fakahina atoll |
| ۱۶°۰′ جنوبی ۱۴۰°۶′ غربی / ۱۶٫۰۰۰°جنوبی ۱۴۰٫۱۰۰°غربی  | اقیانوس آرام               | |
| ۱۶°۰′ جنوبی ۷۴°۲′ غربی / ۱۶٫۰۰۰°جنوبی ۷۴٫۰۳۳°غربی    | پرو                        | The border with Bolivia is in دریاچه تیتیکاکا |
| ۱۶°۰′ جنوبی ۶۹°۱۷′ غربی / ۱۶٫۰۰۰°جنوبی ۶۹٫۲۸۳°غربی   | بولیوی                     | |
| ۱۶°۰′ جنوبی ۶۰°۱۱′ غربی / ۱۶٫۰۰۰°جنوبی ۶۰٫۱۸۳°غربی   | برزیل                      | ماتو گروسو گوییاس ناحیه فدرال (برزیل) - passing just south of برازیلیا Goiás - for about 18km میناس گرایس باهیا |
| ۱۶°۰′ جنوبی ۳۸°۵۵′ غربی / ۱۶٫۰۰۰°جنوبی ۳۸٫۹۱۷°غربی   | اقیانوس اطلس               | |
| ۱۶°۰′ جنوبی ۵°۴۶′ غربی / ۱۶٫۰۰۰°جنوبی ۵٫۷۶۷°غربی     | سینت هلینا                 | Island of سینت هلینا |
| ۱۶°۰′ جنوبی ۵°۴۲′ غربی / ۱۶٫۰۰۰°جنوبی ۵٫۷۰۰°غربی     | اقیانوس اطلس               | |